# Битень
Би́тень — село в Україні, у Ковельському районі Волинської області. Населення становить 259 осіб. Входить до складу Голобської селищної громади.

## Історія
У 1906 році село Голобської волості Ковельського повіту Волинської губернії. Відстань від повітового міста 21 верст, від волості 4. Дворів 86, мешканців 510.
До 20 липня 2017 року село підпорядковувалось Радошинській сільській раді Ковельського району Волинської області.
В січні 2019 року парафія УПЦ МП перейшла до Помісної Церкви України.

## Населення
Згідно з переписом УРСР 1989 року чисельність наявного населення села становила 275 осіб, з яких 114 чоловіків та 161 жінка.
За переписом населення України 2001 року в селі мешкало 255 осіб. 100 % населення вказало своєю рідною мовою українську мову.

## Відомі люди
- Гудзоватий Петро — шеф штабу ВО «Тютюнник» та Східної ВО (з'єднані групи «44»). Загинув біля села.